# Pasta de hojaldre

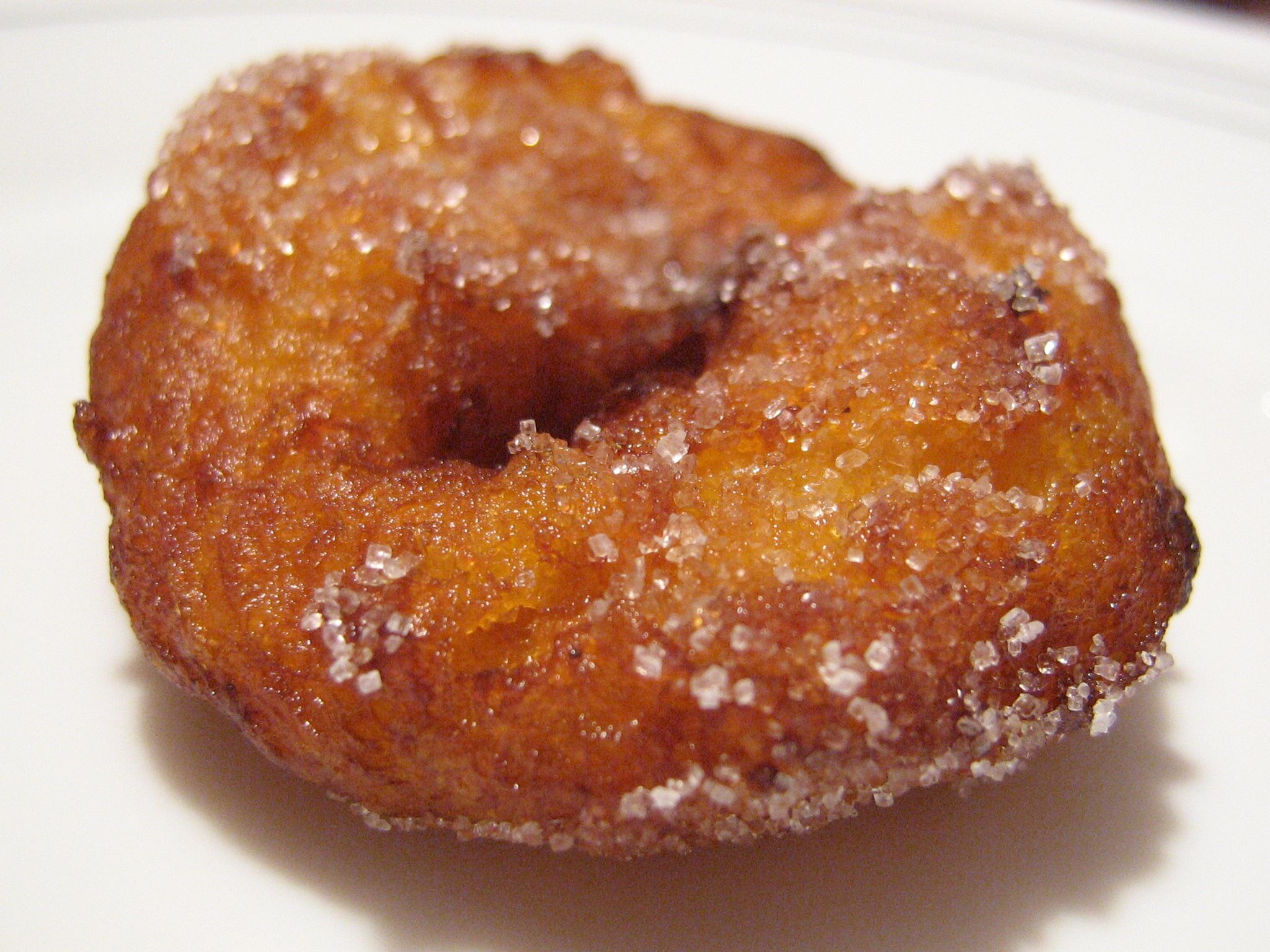
Buñuelo de calabaza.

La pasta de hojaldre se prepara con harina, mantequilla y agua y es ideal para hacer buñuelos, pizzas y enchiladas.

## Ingredientes

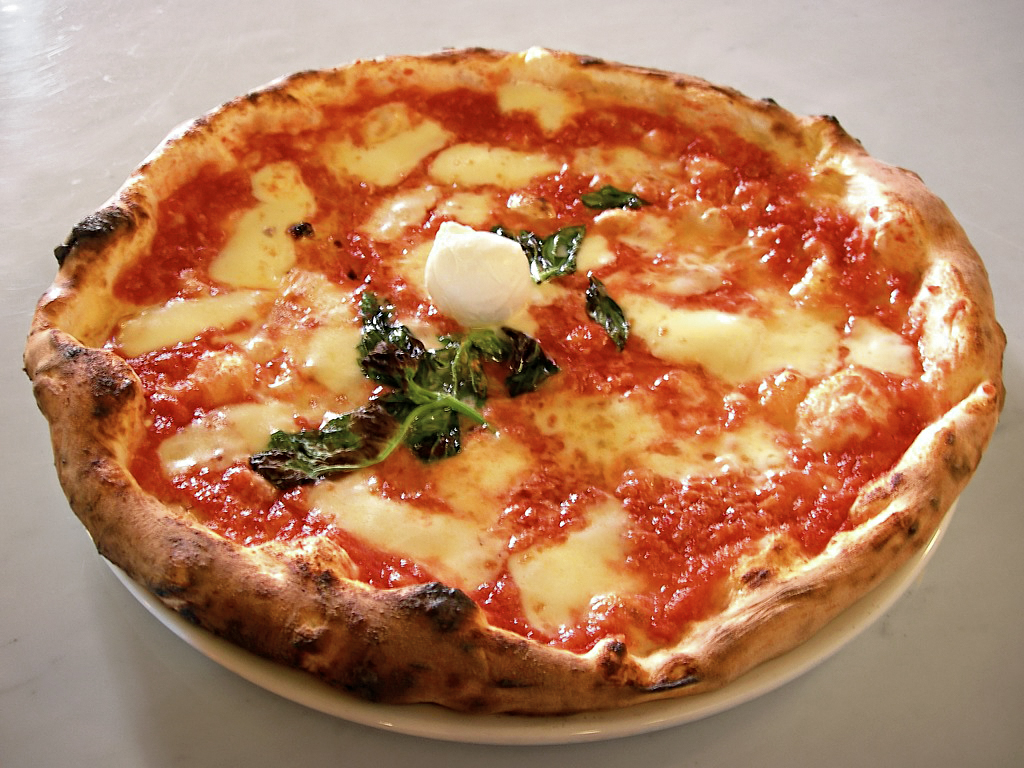
Pizza margarita.

- 250 g de harina
- 200 a 225 g de mantequilla
- 1 vaso y medio de agua fría
- 5 g de sal

## Método

### Primera operación
Se dispone la harina formando un pozo y se mete en éste la sal y el agua fría. Se amasa la pasta con la punta de los dedos, sin trabajarla y con gran rapidez. La pasta debe tener la misma consistencia que la mantequilla que vaya a utilizarse. Viértase el agua con prudencia para no ablandar excesivamente la pasta. Debe saberse exactamente el peso de la mantequilla que se empleará, por lo que se pesará la pasta teniendo en cuenta que la proporción de mantequilla debe ser igual a la mitad del peso de ésta. 

### Segunda operación
Se deja la masa al fresco durante 15 minutos, aplanándola después con el puño. Colóquese en la mitad de la mantequilla y envuélvase ésta con la pasta, de modo que sus cuatro lados pasen por encima del trozo de mantequilla. Con el rodillo se estirará la pasta formando una larga tira que se adelgazará hasta que llegue a distinguirse la mantequilla.

### Tercera operación
Se dobla en tres la tira de pasta ; uno de sus extremos se dobla sobre el centro y el otro pasa por encima del primero. Vuélvase a comenzar haciendo girar la pasta sobre sí misma lateralmente, de modo que quede en sentido inverso al de la primera vez. (Después de la primera vuelta, la pasta se asemeja a un libro. El lado que representa el lomo debe hallarse, a la segunda vez, situado a la derecha).
Se deja reposar al fresco durante 20 minutos. Se le da dos vueltas más y se vuelve a poner en reposo al fresco de 20 a 30 minutos. Se le da dos vueltas más y se vuelve a poner en reposo al fresco de 20 a 30 minutos. Después, se repetirá la operación 2 veces más (6 en total).